# Lijst van gemeentelijke monumenten in Heerde
De Gelderse gemeente Heerde heeft 35 gemeentelijke monumenten. Hieronder een overzicht. 

## Heerde
De plaats Heerde telt 20 gemeentelijke monumenten.
| Object | Bouwjaar  | Architect | Locatie                        | Coördinaten                  | Nr.     | Afbeelding |
| --- | --------- | --------- | ------------------------------ | ---------------------------- | ------- | --- |
| Villa Welgelegen | 1867      |           | Stationsstraat 2               | 52° 23' 14" NB, 6° 2' 21" OL | 0246/3  | Villa Welgelegen |
| Bonenburgersluis, incl. bomen. Complexonderdelen (3): Bonenburgersluis, lindebomen weerszijden kanaal (beide 29-4-2008) Sluiswachterswoning (11-3-2014, uitbreiding aanwijzing 2008)             | 1825-1829 |           | Kanaaldijk nr. 9 + nabij       | 52° 22' 53" NB, 6° 2' 54" OL | 0246/4  | Meer afbeeldingen |
| Burgemeester Schorerbank |           |           | Brink ongenummerd              | 52° 23' 13" NB, 6° 2' 17" OL | 0246/6  | Burgemeester Schorerbank |
| Raadhuis |           |           | Dorpsstraat 3                  | 52° 23' 16" NB, 6° 2' 34" OL | 0246/7  | Meer afbeeldingen |
| Café en Woning Van Neck inclusief deel kerkpad |           |           | Dorpsstraat 33                 | 52° 23' 11" NB, 6° 2' 25" OL | 0246/8  | Café en Woning Van Neck inclusief deel kerkpad |
| Voormalig raadhuis Gedenk 't Woord |           |           | Dorpsstraat 44                 | 52° 23' 13" NB, 6° 2' 22" OL | 0246/9  | Voormalig raadhuis Gedenk 't Woord |
| Voormalig schoolgebouw christelijke ULO. Complexonderdelen (3): Schoolgebouw, Octagonale stenen vijver, Oude boom voorzijde                                                                      |           |           | Elburgerweg 3                  | 52° 23' 10" NB, 6° 1' 58" OL | 0246/10 | Voormalig schoolgebouw christelijke ULO. Complexonderdelen (3): Schoolgebouw, Octagonale stenen vijver, Oude boom voorzijde                                                                      |
| Villa "De Bodden" |           |           | Eperweg 29                     | 52° 22' 56" NB, 6° 2' 6" OL  | 0246/11 | Villa "De Bodden" |
| Voormalige Directeurswoning. Complexonderdelen (2): Woonhuis, Twee toegangspoorten |           |           | Eperweg 34                     | 52° 23' 0" NB, 6° 2' 6" OL   | 0246/12 | Voormalige Directeurswoning. Complexonderdelen (2): Woonhuis, Twee toegangspoorten |
| Oorlogsmonument Klementbrug. Complexonderdelen (4): Herstelwoning, Oorlogsmonument, Schuur, Tuinaanleg                                                                                           |           |           | Kanaaldijk 8                   | 52° 22' 18" NB, 6° 2' 26" OL | 0246/13 | Oorlogsmonument Klementbrug. Complexonderdelen (4): Herstelwoning, Oorlogsmonument, Schuur, Tuinaanleg                                                                                           |
| Landhuis "Den Oldenbelt". Complexonderdelen (3): Landhuis, Voormalig Koetshuis, Tuinaanleg |           |           | Kerkdijk 17                    | 52° 22' 34" NB, 6° 3' 13" OL | 0246/14 | Landhuis "Den Oldenbelt". Complexonderdelen (3): Landhuis, Voormalig Koetshuis, Tuinaanleg |
| Villa "De Kroeskamp". Complexonderdelen villa (3): Villa, Garage, Bijgebouw voorzien van rietenkap                                                                                               |           |           | Kromme Allee 2                 | 52° 23' 51" NB, 6° 1' 20" OL | 0246/15 | Villa "De Kroeskamp". Complexonderdelen villa (3): Villa, Garage, Bijgebouw voorzien van rietenkap                                                                                               |
| Oorlogsmonument, inclusief muur |           |           | Van Meurspark ong.             | 52° 23' 16" NB, 6° 2' 33" OL | 0246/16 | Oorlogsmonument, inclusief muur |
| Voormalig Schoolgebouw 't Honk |           |           | Zwolseweg 29                   | 52° 23' 28" NB, 6° 2' 40" OL | 0246/17 | Voormalig Schoolgebouw 't Honk |
| Directeurswoning, excl. latere aanbouw tegen de achtergevel |           |           | Beatrixweg 3                   | 52° 24' 7" NB, 6° 3' 54" OL  | 0246/18 | Directeurswoning, excl. latere aanbouw tegen de achtergevel |
| Woonhuis |           |           | Zwolseweg 52c                  | 52° 23' 38" NB, 6° 2' 44" OL | 0246/27 | Woonhuis |
| Watermolencomplex "Beeklandseweg". Complexonderdelen (4): Maalderij (excl. latere aanbouw), Molenloop, Weijerd, Molenaarswoning                                                                  |           |           | Beeklandseweg 13 en Molenpad 9 | 52° 23' 43" NB, 6° 2' 26" OL | 0246/28 | Watermolencomplex "Beeklandseweg". Complexonderdelen (4): Maalderij (excl. latere aanbouw), Molenloop, Weijerd, Molenaarswoning                                                                  |
| Boerderijcomplex. Complexonderdelen (3): Boerderij, Schuur, Schuurberg |           |           | Kerkdijk 21                    | 52° 22' 28" NB, 6° 3' 37" OL | 0246/29 | Boerderijcomplex. Complexonderdelen (3): Boerderij, Schuur, Schuurberg |
| Brandspuithuisje |           |           | Dorpsstraat 31 nabij           | 52° 23' 10" NB, 6° 2' 26" OL | 0246/30 | Brandspuithuisje |
| Huize Kolthoorn. onderdelen bescherming: gevel frontzijde, bouwvolume 'Grote Kamer' en 'Boerenkamer' + specifieke details, tegeltableau in de gang, specifieke balkenstructuur in het atelierdak |           |           | Kamperweg 23                   | 52° 23' 46" NB, 6° 1' 55" OL | 0246/35 | Huize Kolthoorn. onderdelen bescherming: gevel frontzijde, bouwvolume 'Grote Kamer' en 'Boerenkamer' + specifieke details, tegeltableau in de gang, specifieke balkenstructuur in het atelierdak |

## Veessen
De plaats Veessen telt 4 gemeentelijke monumenten.
| Object                                                                                   | Bouwjaar   | Architect | Locatie             | Coördinaten                  | Nr.     | Afbeelding                                                                               |
| ---------------------------------------------------------------------------------------- | ---------- | --------- | ------------------- | ---------------------------- | ------- | ---------------------------------------------------------------------------------------- |
| Maalderij "de Stoom"                                                                     |            |           | IJsseldijk 22       | 52° 22' 32" NB, 6° 5' 27" OL | 0246/1  | Maalderij "de Stoom"                                                                     |
| Molenaarswoning                                                                          | circa 1875 |           | IJsseldijk 26       | 52° 22' 32" NB, 6° 5' 29" OL | 0246/2  | Molenaarswoning                                                                          |
| Brandspuithuisje                                                                         |            |           | nabij Kerkstraat 28 | 52° 22' 39" NB, 6° 5' 21" OL | 0246/23 | Brandspuithuisje                                                                         |
| Huize Ruys. Complexonderdelen (2): Woonhuis (villa), Schuur, excl. aanbouw rechter zijde |            |           | IJsseldijk 46       | 52° 22' 32" NB, 6° 5' 46" OL | 0246/34 | Huize Ruys. Complexonderdelen (2): Woonhuis (villa), Schuur, excl. aanbouw rechter zijde |

## Vorchten
De plaats Vorchten telt 3 gemeentelijke monumenten.
| Object | Bouwjaar | Architect | Locatie       | Coördinaten                  | Nr.     | Afbeelding |
| --- | -------- | --------- | ------------- | ---------------------------- | ------- | --- |
| Boerderijcomplex. Complexonderdelen (4): T-Boerderij met aangebouwde Schuur, excl. recente schuur linkerzijde op het erf, Pomp, Wagenschuur, Twee rode beuken  |          |           | Losweg 2      | 52° 23' 24" NB, 6° 6' 56" OL | 0246/24 | Boerderijcomplex. Complexonderdelen (4): T-Boerderij met aangebouwde Schuur, excl. recente schuur linkerzijde op het erf, Pomp, Wagenschuur, Twee rode beuken  |
| Boerderijcomplex "Het Hellengoed". Complexonderdelen (3): Boerderij, Schuur, excl. Houten schuur en twee kapschuren op het achtererf, Pomp, Boom, Koningslinde |          |           | Losweg 4      | 52° 23' 44" NB, 6° 7' 6" OL  | 0246/25 | Boerderijcomplex "Het Hellengoed". Complexonderdelen (3): Boerderij, Schuur, excl. Houten schuur en twee kapschuren op het achtererf, Pomp, Boom, Koningslinde |
| Boerderijcomplex "Wijnvoorde". Complexonderdelen (2): Boerderij, Schuur, excl. recente opstallen                                                               |          |           | IJsseldijk 99 | 52° 23' 54" NB, 6° 7' 30" OL | 0246/26 | Boerderijcomplex "Wijnvoorde". Complexonderdelen (2): Boerderij, Schuur, excl. recente opstallen                                                               |

## Wapenveld
De plaats Wapenveld telt 8 gemeentelijke monumenten.
| Object | Bouwjaar | Architect | Locatie                              | Coördinaten                  | Nr.     | Afbeelding |
| --- | -------- | --------- | ------------------------------------ | ---------------------------- | ------- | --- |
| Molencomplex Vrieze's Erfgoed bij molen De Vlijt. Complexonderdelen (2): Voormalige molenaarswoning/boerderij met hooiberg, Een vrijstaande schuur |          |           | Groteweg 54                          | 52° 26' 19" NB, 6° 4' 21" OL | 0246/5  | Meer afbeeldingen |
| Trafohuisje |          |           | Groteweg 39                          | 52° 26' 2" NB, 6° 4' 6" OL   | 0246/19 | Trafohuisje |
| Boerderij en bakhuis. Complexonderdelen (4): Boerderij, Bakhuis, twee Lindebomen, Mestplaats                                                       |          |           | Hogestraat 12                        | 52° 25' 24" NB, 6° 5' 5" OL  | 0246/20 | Boerderij en bakhuis. Complexonderdelen (4): Boerderij, Bakhuis, twee Lindebomen, Mestplaats                                   |
| Directiegebouw TCC |          |           | Ir. R.R. van der Zeelaan 1           | 52° 26' 55" NB, 6° 4' 21" OL | 0246/21 | Directiegebouw TCC |
| Wilhelminabank (herdenkingsbank) |          |           | hoek Stationsweg/H.G.D. Cramerstraat | 52° 25' 56" NB, 6° 4' 12" OL | 0246/22 | Wilhelminabank (herdenkingsbank)                                                                                               |
| Boerderijcomlex "Zwarte Paard". Complexonderdelen (3): Boerderij (woonhuis), Schuur (direct achter boerderij gelegen), Bakhuis                     |          |           | Lagestraat 7                         | 52° 25' 53" NB, 6° 4' 38" OL | 0246/31 | Boerderijcomlex "Zwarte Paard". Complexonderdelen (3): Boerderij (woonhuis), Schuur (direct achter boerderij gelegen), Bakhuis |
| Schoolcomplex "Jan Ligthartschool". Complexonderdelen (2): Schoolgebouw, Fietsenhok                                                                |          |           | Fazantenstraat 7                     | 52° 25' 51" NB, 6° 4' 17" OL | 0246/32 | Schoolcomplex "Jan Ligthartschool". Complexonderdelen (2): Schoolgebouw, Fietsenhok                                            |
| Fabriekscomplex "Koninklijke Euroma". Complexonderdelen (2): Voormalige zuivelfabriek uit 1946, Schoorsteen                                        |          |           | Kloosterweg 3                        | 52° 26' 36" NB, 6° 4' 21" OL | 0246/33 | Fabriekscomplex "Koninklijke Euroma". Complexonderdelen (2): Voormalige zuivelfabriek uit 1946, Schoorsteen                    |

Aalten · 
Apeldoorn · 
Arnhem · 
Barneveld · 
Berkelland · 
Beuningen · 
Bronckhorst · 
Brummen · 
Buren · 
Culemborg · 
Doesburg · 
Doetinchem · 
Druten · 
Duiven · 
Ede · 
Elburg · 
Epe · 
Ermelo · 
Groesbeek · 
Harderwijk · 
Hattem · 
Heerde · 
Heumen · 
Lingewaard · 
Lochem · 
Maasdriel · 
Montferland · 
Neder-Betuwe · 
Nijkerk · 
Nijmegen · 
Nunspeet · 
Oldebroek · 
Oost Gelre · 
Oude IJsselstreek · 
Overbetuwe · 
Putten · 
Renkum · 
Rheden · 
Rozendaal · 
Scherpenzeel · 
Tiel · 
Ubbergen · 
Voorst · 
Wageningen · 
West Betuwe · 
West Maas en Waal · 
Westervoort · 
Wijchen · 
Winterswijk · 
Zaltbommel · 
Zevenaar · 
Zutphen